# Psychotria subglabra
Psychotria subglabra är en måreväxtart som beskrevs av De Wild.. Psychotria subglabra ingår i släktet Psychotria och familjen måreväxter. Inga underarter finns listade i Catalogue of Life.